# 黑枕黃鵯
，是雀形目鹎科的一种鸟类。

## 特征
黑冠黄鹎体重约29.3克，翼长约88.2毫米，嘴峰长约14.9毫米，喙宽度约4.1毫米，喙厚度约4.6毫米，跗蹠长约15毫米，尾长约88毫米。黑冠黄鹎在其分布区内为留鸟，其栖息在半开放的高大树木组成的森林中，食性为草食性，主要食物来源是水果。

## 亚种
- ：分布于喜马拉雅山（旁遮普）至印度东北部、缅甸北部和中国西南部。
- ：分布于缅甸南部至泰国北部、老挝北部、洞朗和越南北部。
- ：分布于缅甸东南部至泰国北部。
- ：分布于缅甸南部和邻近的泰国西南部。
- ：分布于泰国南部高原至老挝南部、柬埔寨和越南。
- ：分布于泰国东北部的北部高原和邻近的老挝西部地区。
- ：分布于泰国东南沿海的小岛。
- ：分布于北马来半岛。[4]